# 伊丹市立北部学習センター
伊丹市立北部学習センター（いたみしりつほくぶがくしゅうセンター）は、日本の兵庫県伊丹市が市民の生涯学習を目的に設置している社会教育施設。愛称はきららホール。

## 概要
1992年（平成4年）に開業した伊丹市立生涯学習センター（ラスタホール）が市内南部の南野に所在するのに対し、当施設は名称の通り市内北部（旧長尾村南部）をカバーする施設として2004年（平成16年）に開館した。ラスタホールとは設置の根拠条例も異なり、同ホールの分館のような関係ではない。
2004年（平成16年）4月4日に開館した当初から、特定非営利活動法人（NPO）まちづくりステーションきらめきが伊丹市立図書館北分館を含めてホールの指定管理者を務めている。きららホールのようにNPO法人を地域拠点として設置された複合型公共施設の指定管理者とする方式は、2016年（平成28年）に開館した市内東部の神津交流センターでも踏襲されている。

### 各階
| 階  | 概 要                                      |
| --- | ------------------------------------------ |
| 3F  | 多目的ホール、創作室、調律室、和室、会議室 |
| 2F  | 遊戯室、学習室、会議室                     |
| 1F  | 伊丹市立図書館北分館、市役所北支所         |
| B1F | 音楽室（3室）                              |

## 伊丹市立図書館北分館
伊丹市立図書館北分館（いたみしりつとしょかんきたぶんかん）は、きららホールの開館当初から1階に設置されている伊丹市立図書館の分館。ラスタホール内にある南分館（1992年開館）に続き、2番目に開館した。市中心部の宮ノ前にある本館（ことば蔵）とは別に、分館独自でブログを開設している。
本館と市内東部の神津分館が一般的な公立図書館の例に倣い月曜日を休館日としているのに対して当館は水曜日、南分館は火曜日を休館日に設定し、年末年始以外は市内のいずれかの図書館が開館するように配慮されている。
貸し出し条件等は本館に準じるため、伊丹市立図書館#利用案内を参照のこと。

## 交通アクセス
JR伊丹駅または阪急伊丹駅から伊丹市バス1〜5系統（荒牧バラ公園またはJR中山寺行き）に乗り「北センター前」下車すぐ。

### 周辺
- 荒牧バラ公園
- 伊丹スポーツセンター
- 兵庫県立伊丹北高等学校
- 伊丹市立荒牧中学校
- 伊丹市立荻野小学校
- 伊丹市立伊丹特別支援学校
- 伊丹天神川病院